# Khánh Tiến
Khánh Tiến là một xã thuộc huyện U Minh, tỉnh Cà Mau, Việt Nam.

## Địa lý
Xã Khánh Tiến có vị trí địa lý:
- Phía đông giáp xã Khánh Hòa
- Phía tây giáp Vịnh Thái Lan
- Phía nam giáp xã Khánh Hội
- Phía bắc giáp tỉnh Kiên Giang.

Xã Khánh Tiến có diện tích 66,28 km², dân số năm 2022 là 15.596 người, mật độ dân số đạt 235 người/km².

## Hành chính
Xã Khánh Tiến được chia thành 12 ấp: 1, 2, 3, 4, 5, 6, 7, 8, 9, 10, 11, 12.

## Lịch sử
Ngày 25 tháng 7 năm 1979, Hội đồng Chính phủ ban hành Quyết định số 275-CP về việc thành lập xã Khánh Tiến trên cơ sở một phần của xã Khánh Lâm.
Ngày 6 tháng 11 năm 1996, Quốc hội ban hành Nghị quyết về việc chia tỉnh Minh Hải thành hai tỉnh là tỉnh Bạc Liêu và tỉnh Cà Mau. Khi đó, xã Khánh Tiến thuộc huyện U Minh, tỉnh Cà Mau.